# أيكا
أيكا هو فيلم دراما كازخي من إخراج سيرجي دفورتسيفوي وبطولة سامال يسلياموفا، مثل الفيلم كازاخستان في جائزة الأوسكار لأفضل فيلم بلغة أجنبية في حفل توزيع جوائز الأوسكار الحادي والتسعون.

## روابط خارجية
أيكا على موقع IMDb (الإنجليزية)
- أيكا على موقع روتن توميتوز (الإنجليزية)
- أيكا على موقع ألو سيني (الفرنسية)
- أيكا على موقع فيلمافينيتي (الإسبانية)
- أيكا على موقع قاعدة بيانات الفيلم (الإنجليزية)
- أيكا على موقع ليتربوكسد (الإنجليزية)
- أيكا على موقع كينوبويسك (الروسية)